# Cząstka Y(4140)
Cząstka Y(4140) – egzotyczna cząstka elementarna o masie około 4140 MeV, zidentyfikowana po raz pierwszy na początku 2009 roku w Tevatronie. Informacja o jej odkryciu podana została oficjalnie przez Fermilab 17 marca 2009. Wstępne wyniki badań wskazują, że ze względu na egzotyczne własności, cząstka ta nie mieści się w istniejących aktualnie schematach tworzenia cząstek jako kombinacji kwarków i antykwarków.

## Identyfikacja cząstki Y
Cząstka {\displaystyle Y} została zidentyfikowana podczas obserwacji rozpadu mezonu {\displaystyle B^{+}} – cząstki złożonej z kwarka b zwanego dennym lub pięknym oraz z antykwarka. Spośród miliardów zderzeń proton – antyproton, w wyniku czego powstawały mezony {\displaystyle B^{+}} i {\displaystyle B^{-},} identyfikowano niewielką ilość mezonów {\displaystyle B^{+},} które ulegały następnie rozpadowi w zupełnie nieprzewidywany sposób. Mezony te rozpadały się na mezon {\displaystyle K} oraz nieznaną dotąd cząstkę {\displaystyle Y.} Krótkotrwała cząstka {\displaystyle Y} rozpadała się następnie na mezony {\displaystyle \varphi } oraz {\displaystyle J/\psi .} Z kolei mezon {\displaystyle \varphi } rozpadał się na mezony {\displaystyle K^{+}} i {\displaystyle K^{+},} a mezon {\displaystyle J/\psi } na dwa miony o przeciwnych ładunkach elektrycznych {\displaystyle \mu ^{+}} i {\displaystyle \mu ^{-}.}
Schemat rozpadów wyglądał więc następująco:
- {\displaystyle B^{+}\;\to \;Y+K}
- {\displaystyle Y\;\to \;\varphi +J/\psi }
- {\displaystyle \varphi \;\to \;K^{+}+K^{-}}
- {\displaystyle J/\psi \;\to \;\mu ^{+}+\mu ^{-}}

Taki sposób rozpadu cząstki {\displaystyle Y} stanowił dużą niespodziankę dla badaczy, gdyż nie mieścił się on w istniejących schematach teoretycznych rozpadu cząstek.

## Własności cząstki Y
Interpretacja rozpadu cząstki {\displaystyle Y} stanowi dla fizyków poważny problem. Dotychczas znane są bowiem jedynie dwa sposoby istnienia stanów związanych kwarków: pary kwark – antykwark tworzące mezony oraz układy złożone z trzech kwarków tworzące bariony. Cząstka {\displaystyle Y} nie mieści się w żadnym z powyższych schematów. W konsekwencji nie bardzo wiadomo, czym jest ona w rzeczywistości oraz z jakich składników jest zbudowana. Potwierdza to następująca wypowiedź prof. Jacobo Konigsberga z Uniwersytetu Florydy, jednego z uczestników eksperymentu przeprowadzonego w Tevatronie: So far, we’re not sure what that is, but rest assured we’ll keep on listening.
Rozpad cząstki {\displaystyle Y} na {\displaystyle \varphi } oraz {\displaystyle J/\psi } sugeruje, że być może składa się ona z kwarka c zwanego powabnym oraz antykwarka c, lecz zaobserwowane własności procesu nie odpowiadają konwencjonalnej charakterystyce takiego rozpadu. Inną możliwością proponowaną przez fizyków jest hybrydowy charakter cząstki {\displaystyle Y,} która oprócz kwarków i antykwarków zawierałaby także w swoim składzie gluony. Pojawiają się nawet sugestie, że cząstka {\displaystyle Y} stanowić może układ związany złożony z czterech kwarków i antykwarków. Dotychczas zarówno związane stany hybrydowe, jak i układy złożone z czterech kwarków nie były obserwowane.
Niektórzy specjaliści uważają, że cząstka {\displaystyle Y} może być hadronem egzotycznym, przedstawicielem nieznanej wcześniej z eksperymentów rodziny hadronów (stanów związanych utworzonych z kwarków i antykwarków), różnej od znanych już barionów i mezonów. W rzeczywistości w ostatnich latach obserwowano już w Tevatronie podobne, niezwykłe charakterystyki rozpadów, były one jednak znacznie słabiej udokumentowane. Nietypowe rozpady cząstek obserwowano też w akceleratorze KEK w Japonii oraz akceleratorze SLAC w Kalifornii.
Uczestnik eksperymentów przeprowadzonych w KEK, japoński profesor Masanori Yamauchi wskazuje na podobieństwo własności cząstki {\displaystyle Y} do zidentyfikowanej w KEK cząstki o masie 3940 MeV. Sugeruje on, że obydwie cząstki stanowić mogą początek nowej, egzotycznej rodziny hadronów złożonych z kwarków powabnych.
Ze względu na ograniczoną ilość wyników eksperymentów struktura i własności cząstki {\displaystyle Y} stanowią w chwili obecnej problem otwarty. We’re building upon our knowledge piece by piece, and with enough pieces, we’ll understand how this puzzle fits together (Składamy naszą wiedzę kawałek po kawałku i gdy zdobędziemy wystarczającą ich ilość, wówczas będziemy w stanie złożyć te puzzle w jedną całość) – powiedział Rob Roser, pracownik Fermilabu.